# マスター☆コレクション
マスター☆コレクションは、千葉テレビにて2016年2月より放送開始したタレント発掘型音楽&情報バラエティ番組である。

## 番組概要
毎週水曜日26:30〜27:00放送。
音楽を中心に、ドラマ・ロケ・恋バナトーク・取材等のコーナー内容で放送している。
2017年1月までのメインレギュラーにはBelle de STERAのSADAと三橋加奈子、タレントのアレサネスミスが出演。
アレサネスミス卒業後、2017年4月からはSADAと三橋加奈子はそのままに、アーティストの亜咲花、芸人のマリリンジョイ、映画監督の辻岡正人をレギュラーに構えて放送再開。
恋ドキというコーナーでは前任が芸人の楽しんご、後にインスタントジョンソンのゆうぞうが担当している。

## 特徴
これからブレイクするであろう新人や地下アイドル、アーティストの発掘を主軸としたバラエティ番組。
以前は各コーナーが放送一度の30分枠に詰め込みだったが、2017年4月の新構成より、毎週異なるコーナーを主軸にするスタイルに変更。
放送再開してからは、いとうかなこ、原由実、バクステ外神田一丁目等が出演、放送コンテンツもドワンゴのニコニコ超パーティーやゲームアプリ「＃コンパス 戦闘摂理解析システム」等、アイドルやゲーム関連の要素が増えた。
ニコニコ超パーティーでは小林幸子の囲み取材の模様も放送された。

## 前歴
タイトルの違う番組が3世代前から続いており、当初は波田陽区・内山麿我・斎藤悠弥・SADAがレギュラーを担当。
アーティストでは16代目ミニスカポリスや伊藤アルフ、ぱんどら楽団（現the Elpis）、俳優では齋藤ヤスカ、黒田耕平、芸人ではクールポコ、超新塾、禅（ぜん）、ロケではアンダーグラフ、軟式globe等が出演していた。
尚、最初期からずっと出演し続けているのはSADAのみである。
これは大手プロダクションに所属していない分、知名度は少ないが、実績や能力値がタレント発掘型という番組コンセプトに最もハマり、後に番組のオーナーとして実行委員会のトップになった為である。（放送初期はプロデューサー布陣が安定しなかった）
SADAが中心となってから、彼の親しい友人でもある三橋加奈子やアレサネスミス等がレギュラー陣に加わり、制作会社にスペリオライズが請け負う事になる等、現在の番組運営の主軸が出来た。